# Mesocyclops darwini
Mesocyclops darwini är en kräftdjursart som beskrevs av Dussart och Fernando 1988. Mesocyclops darwini ingår i släktet Mesocyclops och familjen Cyclopidae. Inga underarter finns listade i Catalogue of Life.